# دیوید مونتگومری
دیوید مونتگومری (انگلیسی: David Montgomery؛ زادهٔ ۸ فوریهٔ ۱۹۳۷) عکاس اهل ایالات متحده آمریکا است.